# Johann Georg Fischer
Johann Georg Fischer (Süßen, 25 ottobre 1816 – Stoccarda, 4 maggio 1897) è stato un poeta e drammaturgo tedesco.

## Biografia
Fischer nacque a Groß-Süßen, nel Württemberg. Suo padre era un falegname, che morì presto.
Dopo aver terminato gli studi a Tobinga tra il 1831 e il 1833, Johann iniziò a lavorare come assistente insegnante in diversi luoghi, tra cui Langenau e Ulm. Dopo un ulteriore studio come insegnante di scuola, andò a Stoccarda nel 1845 per insegnare alla scuola elementare. Divenne maestro di scuola e capo della scuola economica della città. Nel 1857 ottenne il titolo di Dottore in Filosofia. Tra il 1862 e il 1885, lavorò come professore, in seguito come professore presso l'Oberen Stuttgarter Realschule.
Come poeta, Fischer può essere considerato l'ultimo rappresentante della tradizionale scuola sveva. Non era in sintonia con il naturalismo del suo tempo, e fu influenzato principalmente dalla poesia del suo connazionale Schiller, anche se molte delle sue produzioni sembrano influenzate da quelle di Goethe, Hölderlin e Mörike.
Per le sue opere, ottenne il titolo di cittadino onorario a Marbach am Neckar. Alcuni dei suoi ammiratori erano soliti chiamarlo "Der schwabische Frauenlob" (il valletto svevo delle donne)..

## Opere
- Saul (1862)
- Friedrich II von Hohenstaufen (1863)
- Florian Geyer (1866)
- Kaiser Maximilian von Mexico (1868)

Le altre sue opere, praticamente tutte pubblicate a Stoccarda, erano:
- Gedichte (1838)
- Dichtungen (1841)
- Gedichte (1854)
- Aus dem Leben der Vögel (1863)
- Neue Gedichte (1865)
- Den Deutschen Frauen (1869)
- Aus Frischer Luft (1872)
- Neue Lieder (1876)
- Merlin. Ein Liederzyklus (1877)
- Der Glückliche Knecht. Ein Idyll (1881)
- Auf dem Heimweg (1891)
- Mit Achtzig Jahren (1896)